# 春櫻賦
『春櫻賦』（しゅんおうふ）は宝塚歌劇団のミュージカル作品。雪組公演。形式名は「宝塚ミュージカル・ロマン」。本公演は18場。
作・演出は谷正純。併演作品は『LET'S JAZZ -踊る五線譜-』。

## 解説
※『宝塚歌劇100年史（舞台編）』の宝塚大劇場公演のページを参考にしている。
琉球の若者・謝名龍山は捕虜となった家族を救うため、薩摩に渡る。追われる身となった龍山は、人気役者・小柴のいる女歌舞伎の一座に紛れ込み匿われることになる。共に旅をするうちに小柴は龍山の大和を憎む頑なな心を溶かしていく。二月の琉球桜の開花に始まり、五月の蝦夷桜の開花まで、桜前線の北上と共に各地の桜の開花を追いながら展開する物語。華やかな日本美の世界が繰り広げられた。この作品より月影瞳は轟悠の相手役になる。

## 公演期間と公演場所
- 1997年12月19日 - 1998年2月1日[1]（新人公演：1月13日[1]）　宝塚大劇場
- 1998年4月3日 - 4月30日[2]（新人公演：4月14日[2]）　帝国劇場（東京公演）

## スタッフ
氏名の後ろに「宝塚」、「東京」の文字がなければ両劇場共通。
- 作曲・編曲：吉崎憲治[1]、宮原透[1]
- 編曲：前田繁実[1]
- 音楽指揮：佐々田愛一郎[1]
- 和太鼓：林英哲[1]
- 三味線：木下伸信[1]
- 尺八・篠笛：竹井誠[1]
- 振付：西﨑真由美[1]
- 振付補：西﨑峰[1]
- 装置：新宮有紀[1]、阪本保[1]
- 衣装：任田幾英[1]、所治海[1]、中川菊枝[1]
- 照明：勝柴次朗[1]
- 音響：加門清邦[1]
- 小道具：伊集院撤也[1]
- 効果：木多美生[1]
- 演技指導：村田富久[1]
- 沖縄三線指導：吉永安正[1]
- 演出助手：大野拓史（宝塚[1]）、児玉明子（東京[2]）
- 衣装補：田口美香[1]
- 舞台進行：濱野文宏[1]
- 舞台監督：滝澤辰也（東京[2]）、岡本栄策（東京[2]）、藤村信一（東京[2]）、藤岡敬枝（東京[2]）
- 制作：植田孝[1]
- 演奏：宝塚管弦楽団（宝塚[1]）
- 録音演奏：宝塚管弦楽団（東京[2]）
- 演出担当（新人公演）：大野拓史[1]

## 特別出演（本公演）
※（）は1997、98年当時の所属組。
- 城火呂絵（専科）[1][2]
- 舞千鶴（専科）[1][2]
- 高ひづる（専科）[1][2]
- 星里未子（専科）[1][2]
- 汝鳥伶（専科）[1][2]
- 未沙のえる（専科）[1][2]

## 主な配役
※下記のデータは宝塚・東京共通。（　）は新人公演。
- 謝名龍山 - 轟悠（貴城けい）[1][2]
- 小紫 - 月影瞳（紺野まひる）[1][2]
- 秋月数馬 - 香寿たつき（彩吹真央）[1][2]
- 喜楽坊遊三 - 汐風幸（未来優希）[1][2]
- 中城安辰 - 安蘭けい（立樹遥）[1][2]
- 板良敷賢忠 - 彩吹真央（蒼海拓）[1][2]
- 樺山久高 - 未沙のえる（すがた香）[1][2]
- 謝名利山 - 汝鳥伶（穂高ゆう）[1][2]
- 尚寧王 - 箙かおる（愛希朱里）[1][2]
- 真銭金 - 五峰亜季（檀れい）
- 具志頭王子 - 多彩しゅん（波輝晶）
- 阿紀 - 城火呂絵（愛耀子）
- 阿満丸 - 貴城けい（花央レミ）
- 阿斗 - 紺野まひる（花純風香）
- 佐事阿母 - 星里未子（貴咲美里）
- 阿摩美久 - 愛耀子（松雪可奈子）
- 於義世嘉 - 麻夏せれな（鮎奈さえ）
- 島津家久 - 飛鳥裕（冴月晃）
- 伊集院良衛 - 楓沙樹（麻愛めぐる）
- 知覧豊三 - 天希かおり（風美佳希）
- 加世田吉兵衛 - 悠なお輝（橘梨矢）
- 喜楽坊遊三 - 汐風幸（未来優希）
- ゆうな - 貴咲美里（愛田芽久）
- 右近 - 小乙女幸（水谷紫乃）
- 左近 - 灯奈美（春あゆか）
- 朝顔 - 花彩ひとみ（夢奈さや）
- 昼顔 - 有沙美帆（舞坂ゆき子）
- 夕顔 - 檀れい（麻夏せれな）
- 閑古鳥 - 舞千鶴（貴咲美里）
- 伊助 - 地矢晃（水純花音）
- 灰神楽三右衛門 - 風早優（南帆香凛）
- おかつ - 高ひづる（貴咲美里）
- 尾花 - 毬丘智美（白樺湖夕）
- 浪花太夫 - 美穂圭子（珠希かほ）
- 美濃 - 汐美真帆（夕貴真緒）
- 藤太 - 未来優希（絵麗まりな）
- 藤次 - 愛田芽久（毬奈みほ）
- 雛菊 - 森央かずみ（ゆり香紫保）
- 若菜 - 飛鳥井まり（なし）
- 岩藤 - 水谷紫乃（なし）